# ベアーズマガジン
月刊ベアーズマガジンは、かつて株式会社ベアーズマガジンが発行していた月刊誌。
2004年7月に日本初でCD-ROMを使った月刊誌として創刊。雑誌コード発行時に日本初と確認。タウン情報誌として、旭川市を中心とした情報を動画、静止画、活字で表現。
しかし2007年12月に月刊誌としての発行は終了。以後はWebでのオンラインマガジンとして営業を継続している。